# B2B Jewelry
B2B Jewelry — финансовая пирамида, организованная Николаем Гонтой в 2018 году на Украине.

## Принцип действия
B2B Jewelry действует по принципу «схемы Понци», названной в честь итальянского мошенника Чарльза Понци. Компания обещает своим инвестором доход в 8 % в неделю (400 % годовых). Клиентам предлагалось приобрести два вида товаров: ювелирное изделие или «подарочные сертификаты» на золото или серебро. После покупки B2B Jewelry обещало вернуть стоимость товара. Компания работала по реферальной системе, где её участникам присваивались 23 вида рангов от «новичка» до «диаманта», а за различный уровень взноса человек получал от 7,5 до 19 %.
Покупка товаров B2B Jewelry осуществлялась исключительно за наличный расчёт и без выдачи фискального чека, без заключения договора, при этом не требовалось предъявлять паспорт, что в дальнейшем делало невозможной идентификацию человека, продавшего подобный сертификат.
B2B Jewelry не имеет официальной регистрации. Магазины B2B Jewelry работали как сеть ювелирного завода «Шарм», зарегистрированного в Ладыжине Винницкой области. Поскольку B2B Jewelry не зарегистрирована как финансовая компания, то её действия не подпадают под регулирование Национального банка Украины или Банка России.
Полученные от инвесторов B2B Jewelry деньги переводились на счёт благотворительного фонда «Зимородок» и оформлялись как благотворительные пожертвования.
По данным Службы безопасности Украины популяризации пирамиды способствовали финансовые учреждения, имеющие лицензии Национального банка Украины, через которые B2B Jewelry осуществлял перевод средств на банковские счета инвесторов.

## История

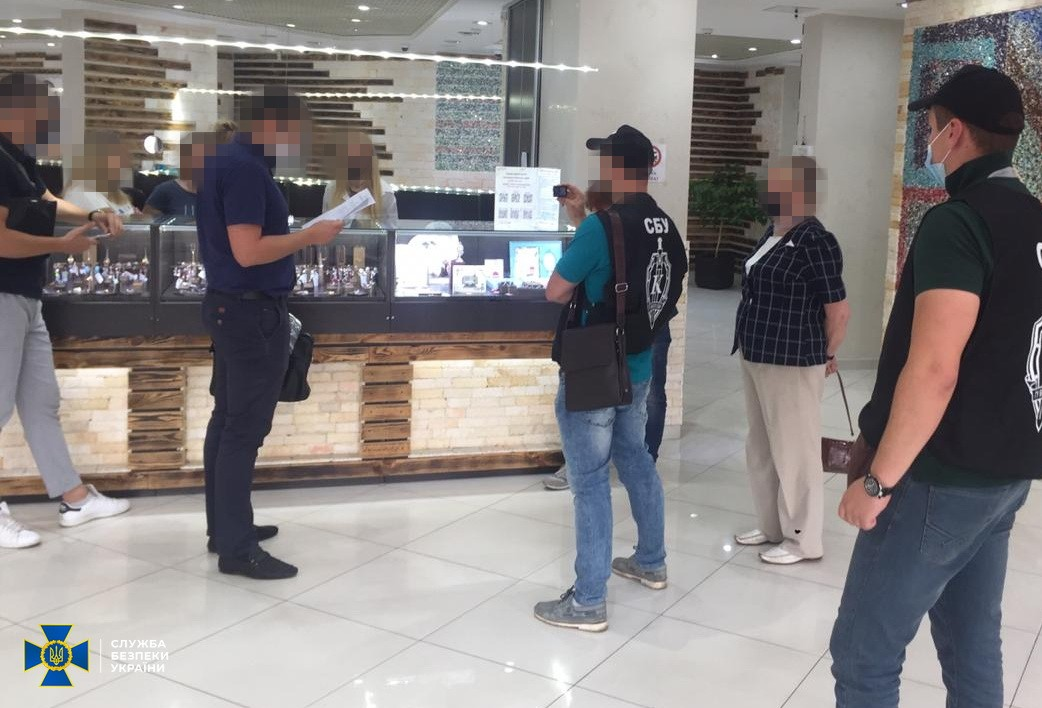
СБУ проводит обыск в одном из магазинов B2B Jewelry

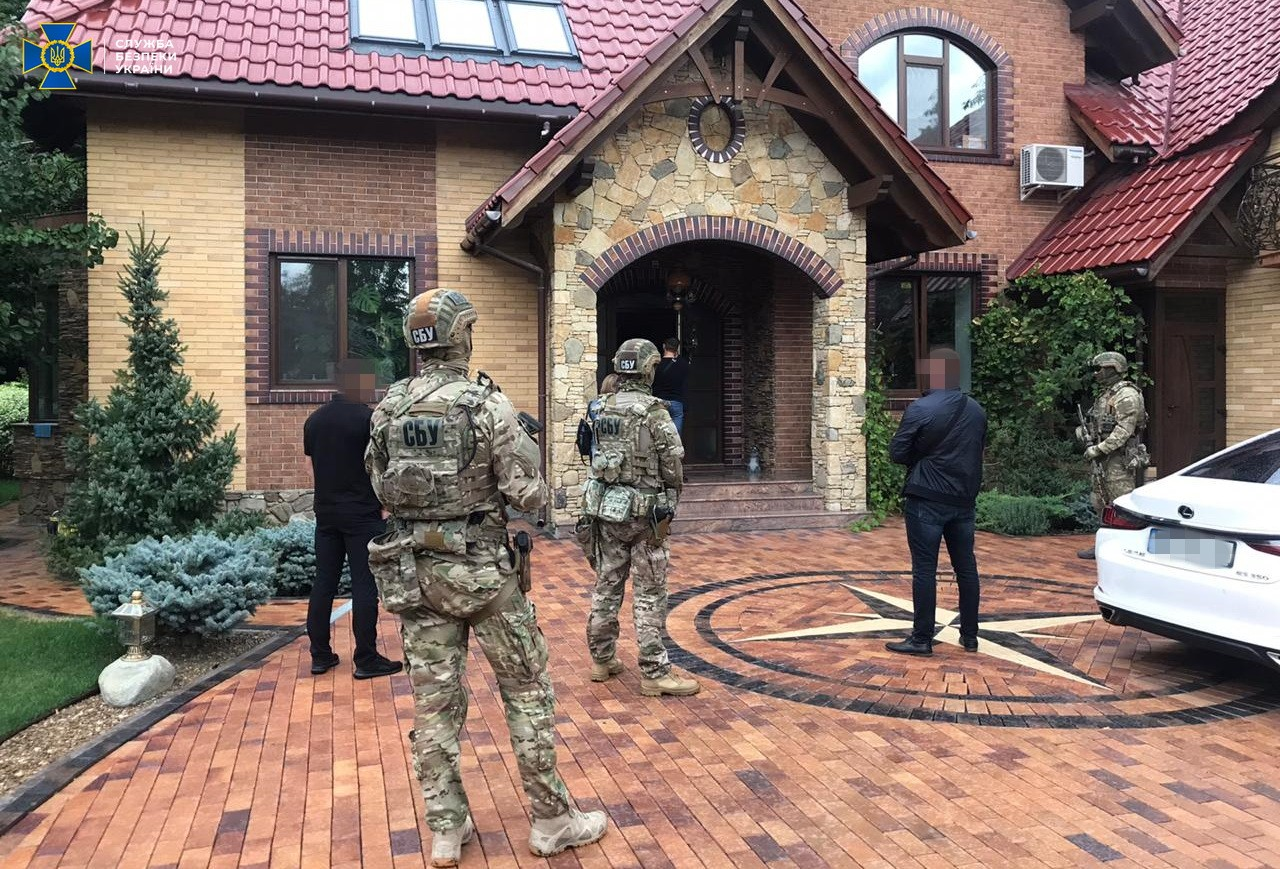
СБУ проводит обыск у одного из организаторов B2B Jewelry

Распространение B2B Jewelry началось летом 2018 года. Основателем B2B Jewelry стал Николай Гонта, владелец ювелирного завода «Шарм» в Ладыжине. Первый магазин B2B Jewelry был открыт в Ладыжине, а второй — в Виннице. Стремительный рост B2B Jewelry начался летом-осенью 2019 года.
В апреле 2020 года Гонта зарегистрировал и возглавил собственную политическую партию «Живите в достатке».
1 сентября 2020 года на главной площади Ладыжина B2B Jewelry организовало празднование второго дня рождения компании.

## Пресечение деятельности

### Украина
8 мая 2020 года Национальная комиссия по ценным бумагам и фондовому рынку предупредила инвесторов B2B Jewelry о том, что бренд имеет признаки «сомнительного» и может иметь цель незаконно завладеть их средствами.
27 августа 2020 года Служба безопасности Украины провела 48 обысков в Винницкой и Киевской областях, а также в Одессе. Тогда же суд наложил арест на имущество организаторов B2B Jewelry. По данным СБУ к организации B2B Jewelry было причастно 20 лиц, контролировавших около 100 юридических лиц. На доход от B2B Jewelry был приобретён один из островов Днепровского каскада с объектами недвижимости, 18 внедорожников (стоимостью 100 тысяч долларов каждый) и драгоценности.
На следующий день Николай Гонта записал видеообращение в котором сообщил, что магазины его компании продолжают работать.
1 сентября 2020 года Генеральная прокуратура Украины вынесла организаторам B2B Jewelry подозрение в мошенничестве с финансовыми ресурсами, а также легализацию денежных средств, полученных преступным путём (часть 3 статьи 28, часть 2 статьи 222, часть 3 статьи 209 Уголовного кодекса Украины). Спустя неделю СБУ сообщила, что подозрения были предъявлены трём организатором, а ещё двум организаторам была выбрана мера пресечения в виде круглосуточного домашнего ареста.
11 сентября 2020 года СБУ пояснила, что не останавливает деятельность магазинов B2B Jewelry, поскольку до решения суда это было бы расценено как давление на компанию.

### Казахстан
30 августа 2020 года Департамент экономических расследований по городу Алматы оповестил о пресечении деятельности В2В Jewelry на территории страны. Агентство Республики Казахстан по регулированию и надзору финансового рынка и финансовых организаций признало компанию сомнительной, высоко-рискованной, с признаками финансовой пирамиды. В отношении лиц, причастных к организации деятельности В2В Jewelry в Казахстане, было начато досудебное расследование по статье 217 пункт 2 (создание и руководство финансовой (инвестиционной) пирамидой, группой лиц по предварительному сговору с привлечением денег или иного имущества в крупном размере).

## Пострадавшие
По данным сайта B2B Jewelry у них работало 59 магазинов в Украине, России и Казахстане. По словам Гонты с января по март 2020 года 38 тысяч клиентов B2B Jewelry не получили предполагавшийся кешбек. 29 мая 2020 года в Харькове вкладчики напали на магазин B2B Jewelry и требовали выплатить обещанные деньги. На август 2020 год было известно о 400 тысяч участниках B2B Jewelry. 27 августа 2020 года СБУ сообщила, что организаторы сумели заработать на данной схеме порядка 250 миллионов долларов, при этом вкладчиками пирамиды стали порядка 600 тысяч человек.